# Microcebus jonahi
Microcebus jonahi — вид лемуровидих приматів родини макієвих (Cheirogaleidae). Описаний у 2020 році.

## Назва
Вид названо на честь мадагаскарського приматолога професора Йони Рацимбазафі, який присвятив своє життя вивченню та захисту лемурів.

## Поширення
Ендемік Мадагаскару. Поширений в Національному парку Мананара на північному сході острова. Мешкає у тропічних вологих лісах.

## Опис
Відносно великий представник роду, середня вага становить 57 г. Коротке та щільне хутро червонувато-коричневого забарвлення. Шерсть навколо очей темніша, на щоках світлішає і стає все білуватою на горлі. Є помітна біла смужка між очима. Вуха порівняно невеликі, також червоно-коричневого кольору. Очеревина білувата з легким жовтуватим відтінком. Перехід від червонувато-коричневого хутра з боків тіла до світлої очеревини відбувається різко. Руки і ноги покриті білувато-сірим волоссям.